# Vuurkeelhoningvogel
De vuurkeelhoningvogel (Dicaeum luzoniense) is een zangvogel uit de familie
Dicaeidae (bastaardhoningvogels).

## Taxonomie
De vogel werd in 1894 door de Schotse vogelkundige William Robert Ogilvie-Grant geldig als endemische soort honingvogel van het Filipijnse eiland Luzon beschreven, maar daarna lange tijd opgevat als ondersoort van de indische honingvogel (D. ignipectus). Sinds 2024 staat dit taxon weer als soort op de IOC World Bird List. Er zijn drie ondersoorten:
- D. l. luzoniense Ogilvie-Grant, 1894: montaan Luzon (noordelijke Filipijnen)
- D. l. bonga Hartert, EJO, 1904: Samar
- D. l. apo Hartert, EJO, 1904: westelijke Visayas en Mindanao